# Open Source Physics
Open Source Physics (OSP) ist ein von der National Science Foundation und dem Davidson College gesponsertes Projekt, dessen Ziel es ist, die Verwendung von Open-Source-Bibliotheken, die einen Großteil der Anforderungen von physikalischen Berechnungen leisten können, zu verbreiten. Dazu zählt das Zeichnen und Plotten, Lösen von Differentialgleichungen, der Export in animierte GIFs und Filme, zugehörige Werkzeuge, kompilierte physikalische und andere numerische Simulationen. Die OSP-Sammlung enthält Lehrplanressourcen, die Schüler und Studenten in die Physik, die Berechnungen und die Computermodellierung einbeziehen. Die Bibliothek ist in der Sprache Java verfasst und steht unter der GNU General Public License (GNU GPL). Die Homepage hat mittlerweile über 10.000 Besucher pro Monat. Das Open Source Physics Project ist eine Erweiterung des Physlet-Projekts.

## Teilprojekte
Es gibt vier Teilprojekte mit den folgenden Aufgaben:
- OSP libraries: Java-Bibliotheken für numerische Simulationen. Die OSP-Bibliothek wurde entwickelt, um die Bedürfnisse einer breiten Gruppe in der Wissenschaftsausbildung nach einer Synthese von Lehrplanentwicklung, computergestützter Physik, Computerwissenschaften und des Physikunterrichts Rechnung zu erfüllen. Sie ist besonders nützlich für Wissenschaftler und Studenten, die ihre eigenen Simulationen programmieren und ihr eigenes Lehrmaterial entwickeln möchten. Die OSP-Bibliothek ist im OSP User’s Guide von Wolfgang Christian in An Introduction to Computer Simulation Methods von Harvey Gould, Jan Tobochnik, und Wolfgang Christian dokumentiert.
- Easy Java Simulations (EJS) (Neuer Name: Easy JavaScript Simulations = EjsS): Eine freie und quelloffene computerbasierte Modellierungsumgebung zur automatischen Erzeugung von Java- und JavaScript-Quelltext. Easy JavaScript Simulations ist ein Authoring- und Modellierungswerkzeug, das Benutzern das Erstellen von Java- oder JavaScript-Programmen mit minimaler Programmierung ermöglicht. EjsS erzeugt Programme, die andere Nutzer leicht untersuchen oder verändern können.
- Tracker: Ein freies und quelloffenes Videoanalyseprogramm. Tracker ist ein Bild- und Videoanalysepaket und Modellierungswerkzeug, das auf Basis der Open Source Physics Java-Bibliothek erstellt wurde. Es wird Objektverfolgung mit Positions-, Geschwindigkeits- und Beschleunigungsoverlays und -Graphen, Spezialeffektfilter, multiple Referenzrahmen, Kalibrierungspunkte und Linienprofile zur Analyse von Spektral- und Interferenzmustern. Es wurde entworfen, um in Einführungskursen und Physik-Vorlesungen verwendet zu werden.
- OSP Curricular Development: Ein Satz an Programmen, Paketen und Arbeitsblättern für den Unterricht von fortgeschrittenen Physikthemen. Viele Dozenten unterrichten (oder forschen) nicht in computergestützter Physik. Für diese Dozenten wurden verschiedene physikalische Modelle vorbereitet, um diese einfach, anpassbar und weiterverteilbar im Physikunterricht zu verwenden. Der Einfachheit halber werden OSP-Programme fast immer als Java-Archivdateien (jar) bereitgestellt. Diese jar-Dateien beinhalten vorübersetzten Code und weitere Ressourcen, wie Lehrmaterialien, Bilder und Datendateien.

## Auszeichnungen
Im Jahr 2011 erhielt das Projekt die Auszeichnung Science Prize for Online Resources in Education (SPORE) des Science magazine.
Im Jahr 2015 erhielt das Projekt den UNESCO King Hamad Bin Isa Al-Khalifa Preis für die Verwendung von ICTs (Information and Communication Technologies) in der Bildung und den Excellence Award Multimedia Physics Teaching and Learning Conference MPTL20.